# Prozorje
Prozorje – wieś w Chorwacji, w żupanii zagrzebskiej, w mieście Dugo Selo. W 2011 roku liczyła 521 mieszkańców.